# بری آلن (موسیقی‌دان)
بری آلن (انگلیسی: Barry Allen؛ ۲۹ ژوئیهٔ ۱۹۴۵ – ۴ آوریل ۲۰۲۰) خواننده، و گیتارنواز اهل کانادا بود.